# ぶっちぎって光
「ぶっちぎって光」（ぶっちぎってひかり）は、つるうちはなの楽曲で、通算3作目のシングル。

## 概要
前作『あいゆうえにい』より約2年5ヶ月ぶりのリリース。全国リリースが敢行された前作に対して、本作はライブ会場と配信限定でのリリースとなっている。
表題曲「ぶっちぎって光」には、つるうちがサポートメンバーとして携わっているバンド、シュノーケルが編曲と演奏で参加している。ミュージック・ビデオが制作されており、AV女優の倉多まおが出演している。監督は森岡千織。
カップリング曲「ハレルヤ」は、つるうちのピアノの弾き語りとあすなによるストリングスで構成される楽曲。楽曲自体は、本作リリース前のライブなどで披露されていた。

## 収録曲
| 全作詞・作曲: つるうちはな。 |                    |              |              |              |      |
| #                            | タイトル           | 作詞         | 作曲・編曲   | 編曲         | 時間 |
| 1.                           | 「ぶっちぎって光」 | つるうちはな | つるうちはな | シュノーケル | 3:00 |
| 2.                           | 「ハレルヤ」       | つるうちはな | つるうちはな |              | 4:57 |
| 合計時間:                    | 合計時間:          | 合計時間:    | 7:57         |              |      |

## 参加ミュージシャン
- つるうちはな - ボーカル、ピアノ
- 西村晋弥（シュノーケル） - ギター（＃1）
- 香葉村多望（シュノーケル） - ベース（＃1）
- 山田雅人（シュノーケル） - ドラムス（＃1）
- あすな - ストリングス（＃2）